# Бартоломей, Алексей Иванович
Алексе́й Ива́нович Бартоломе́й (Ludwig Balthasar Alexis Bartholomäi, Балтазар Людвиг Алексис Бартоломей; 17 (28) июня 1784 — 25 декабря 1839 (6 января 1840)) — генерал-лейтенант русской императорской армии из рода Бартоломей.
Отец И. А. Бартоломея. Дядя псковского губернатора Ф. Ф. Бартоломея.

## Биография
Родился 17 (28) июня 1784 года в Аренсбурге на острове Эзель в семье лифляндского помещика Иоганна Генриха фон Бартоломея (1749—1831), коллежского советника и масона.
Принят унтер-офицером в Аренсбургский гарнизонный батальон 19 апреля 1798 года. С 27 марта 1802 года служил в Третьем егерском полку Русской императорской армии. 19 января 1803 года был назначен шефским адъютантом к генералу Михаилу Богдановичу Барклаю де Толли.
Участвовал в Войне третьей коалиции. Во время следующей коалиционной войны принял участие в сражении при Пултуске и баталии у Прейсиш-Эйлау.
С 21 апреля 1807 года А. И. Бартоломей служил адъютантом у генерала Л. Л. Беннигсена. Отличился в битвах при Гейльсберге и Фридланде. 23 января 1808 года был зачислен в лейб-гвардии Егерский полк в чине штабс-капитана.
Принимал участие в Русско-шведской войне 1808—1809 гг.. С октября 1808 года служил адъютантом у генерал-губернатора Ревеля Августа I.
Участвовал во многих сражениях Отечественной войны 1812 года. «Битва народов» под Лейпцигом принесла ему чин генерал-майора (8 октября 1813). «Из уважения к памяти Е. И. Высочества покойного принца Г.Голштейн-Ольденбургского» был удостоен 3 сентября 1813 звания флигель-адъютанта.
В 1815 году был по состоянию здоровья отправлен в отпуск.
Масон, посвящён в петербургской ложе «Петра к истине» в 1816 году. Затем числился также членом ложи «Восходящей звезды» в Дубно, но её собраний не посещал.
Участвовал в подавлении польского восстания 1830—1831 гг.
Умер 25 декабря 1839 (6 января 1840) года и был похоронен на Волковском лютеранском кладбище.

## Награды
Российские:
- орден Белого Орла
- орден Св. Анны 1-й ст. с короной
- орден Св. Владимира 2-й ст.
- орден Св. Георгия 4-го кл.
- знак отличия «за Военное Достоинство» 2-й ст.
- две золотые шпаги «За храбрость» (одна с алмазами)

Иностранные:
- прусские ордена Красного Орла 2-й ст. и Pour le Mérite
- австрийский орден Леопольда 2-й ст.
- баварский военный орден Максимилиана Иосифа 3-й ст.

## Семья
Жена (с 12 ноября 1809 года) — графиня Александра Николаевна Девиер (1787—1834), дочь майора графа Николая Ивановича Девиера. Венчались в Петербурге в церкви Вознесения Христова.
В браке имели сына Ивана (1813—1870) и дочерей — Марию (04.09.1815—?) и Дарью (1816—1911), которая вышла замуж за генерал-лейтенанта А. А. Фредерикса.